# Карачковцы
Карачковцы (укр. Карачківці) — село в Чемеровецком районе Хмельницкой области Украины.
Население по переписи 2001 года составляло 231 человек. Почтовый индекс — 31645. Телефонный код — 3859. Занимает площадь 1,397 км². Код КОАТУУ — 6825288602.

## Местный совет
31645, Хмельницкая обл., Чемеровецкий р-н, с. Цикова, ул. Ленина, 40